# 川扬菜
川揚菜，又稱川蘇菜，中國菜系之一，融合四川菜與淮揚菜的特色，以宴會菜為主，經常被歸類於海派川菜之中。川揚菜起源於民國時期，盛行於1940年代，為蔣中正父子喜好的菜系，現仍保存在台灣。

## 歷史
川揚菜起源於1940年代。中華民國政府於1927年定都南京，南京料理以淮揚菜為主流。在對日抗戰期間，為躲避日本皇軍的攻勢，中華民國政府遷都四川重慶，中央政府官員與上流階級將淮揚菜廚師帶往四川省，成為川揚菜的開端。
1940年代初期，上海與南京已經出現同時供應川菜與淮揚菜料理的餐廳。1943年上海綠楊邨酒家曾以川淮菜料理作廣告。1945年，日本投降，結束第二次世界大戰之後，中華民國政府中央遷回至南京，已經適應川菜口味的中央政府官員及上流社會重返南京與上海，開始出現以供應川揚菜為主的餐廳。

## 特色
川揚菜的料理，主要是以淮揚菜的肴肉、風雞、干絲等肉類料理為主，口味濃厚，加上川菜的麻辣調味，來減少油膩口感，但麻辣程度大幅降低，口感偏甜。

## 著名餐廳
1945年至1949年間，上海餐館中有三分之一是以川揚菜為主，是上海第二大的菜系，最著名的川揚菜料理餐廳為上海梅龙镇酒家。
在中華民國政府遷台後，因為蔣中正父子的喜好，台北圓山大飯店是當時最著名的川揚菜餐廳。主廚程明才、張鳳軒等為著名廚師。前身為中華民國空軍新生社，於1953年成立的銀翼餐廳也是著名川揚菜餐館。